# Bæk
 For alternative betydninger, se Bæk (flertydig). (Se også artikler, som begynder med Bæk)
En bæk er betegnelsen for et vandløb, der er mindre i bredde og vandføring end en å. Bække er vigtige som strømningsveje i vandets cyklus, bidrager til grundvandlagenes genopfyldning og tjener som korridorer for fisk og vildtets vandringer.
Der er ikke nogen fast grænse for, hvornår vandløbet i stedet kaldes for en å. Der findes åer, som er under én meter brede, mens man på den anden side næppe finder udtrykket bæk brugt om et vandløb, som er over to meter bredt.
Bæk er almindeligt anvendt i navne, eventuelt kombineret med steder eller begreber og ofte i de ældre forme bech eller beck.
Også mange steder i England og Skotland, som har været under kulturel påvirkning fra Danmark, anvendes betegnelsen beck.